# Campagna inglese delle Azzorre del 1597
La campagna inglese delle Azzorre del 1597, nota anche come spedizione Essex-Raleigh, fu un'ambiziosa campagna navale inglese voluta dalla regina Elisabetta I d'Inghilterra, cui partecipò anche la flotta delle Province Unite, contro l'Impero spagnolo durante la guerra anglo-spagnola dal 1585 al 1604 e la guerra degli ottant'anni.

## Campagna
La campagna navale ebbe luogo tra giugno e il tardo agosto del 1597, e i suoi obiettivi erano la distruzione della flotta spagnola dell'Adelantado di Castiglia, Martín de Padilla nel porto di Ferrol, l'occupazione e la distruzione dei possedimenti dell'Impero di Spagna  nelle Azzorre e l'intercettazione della flotta spagnola del tesoro proveniente dall'America Ispanica mentre essa passava dalla Azzorre. La campagna risultò un fallimento per il Regno d'Inghilterra.

Essa era diretta da sir Robert Devereux, II conte d'Essex, come ammiraglio generale in capo, sir Thomas Howard, I conte di Suffolk, come vice-ammiraglio e da sir Walter Raleigh, contrammiraglio.
 Lo squadrone olandese era comandato dal tenente-ammiraglio Jacob van Wassenaer Duivenvoorde. Altri partecipanti degni di nota erano sir Henry Wriothesley, III conte di Southampton, che comandava il galeone HMS Garland, il barone Jacob Astley, 1º Barone Astley di Reading, sir Edward Michelborne, a bordo del Moon, Sir Robert Mansell, Roger Manners, 5º conte di Rutland e il poeta John Donne.
La flotta anglo-olandese rientrò in Inghilterra dopo aver subito pesanti perdite, con in corso violente recriminazioni fra Essex e Raleigh. La flotta spagnola era condotta da Martín de Padilla, Alonso de Bazán, Diego Brochero e Pedro de Zubiaur.
La spedizione era l'ultima tra le maggiori campagne navali di Elisabetta I d'Inghilterra  e il fallimento di Robert Devereux nella cattura della flotta spagnola del tesoro e nell'occupazione delle Azzorre contribuì al suo declino nei favori della regina.